# Sodom
Sodom — німецький треш-метал-гурт з Гельзенкірхена, створений в 1981 році. Поряд із Kreator, Destruction та Tankard, Sodom називають одним із «Великої четвірки» тевтонського треш-металу. Стиль ранньої музики Sodom значно вплинув на багато блек-метал гуртів кінця 1980-х і початку 1990-х років більше.
Sodom випустили шістнадцять студійних альбомів, три концертних альбоми, дві збірки та сім мініальбомів. Вони досягли свого першого комерційного успіху зі своїм третім студійним альбомом Agent Orange (1989), який був одним із перших треш-метал альбомів, що увійшли в чарти GfK Entertainment, де він досяг 36 місця. Sodom є одним з найбільш продаваних треш-метал-груп усіх часів, продавши понад два мільйони записів.

## Історія

### Роки становлення та раннього блек-металу (1981—1986)

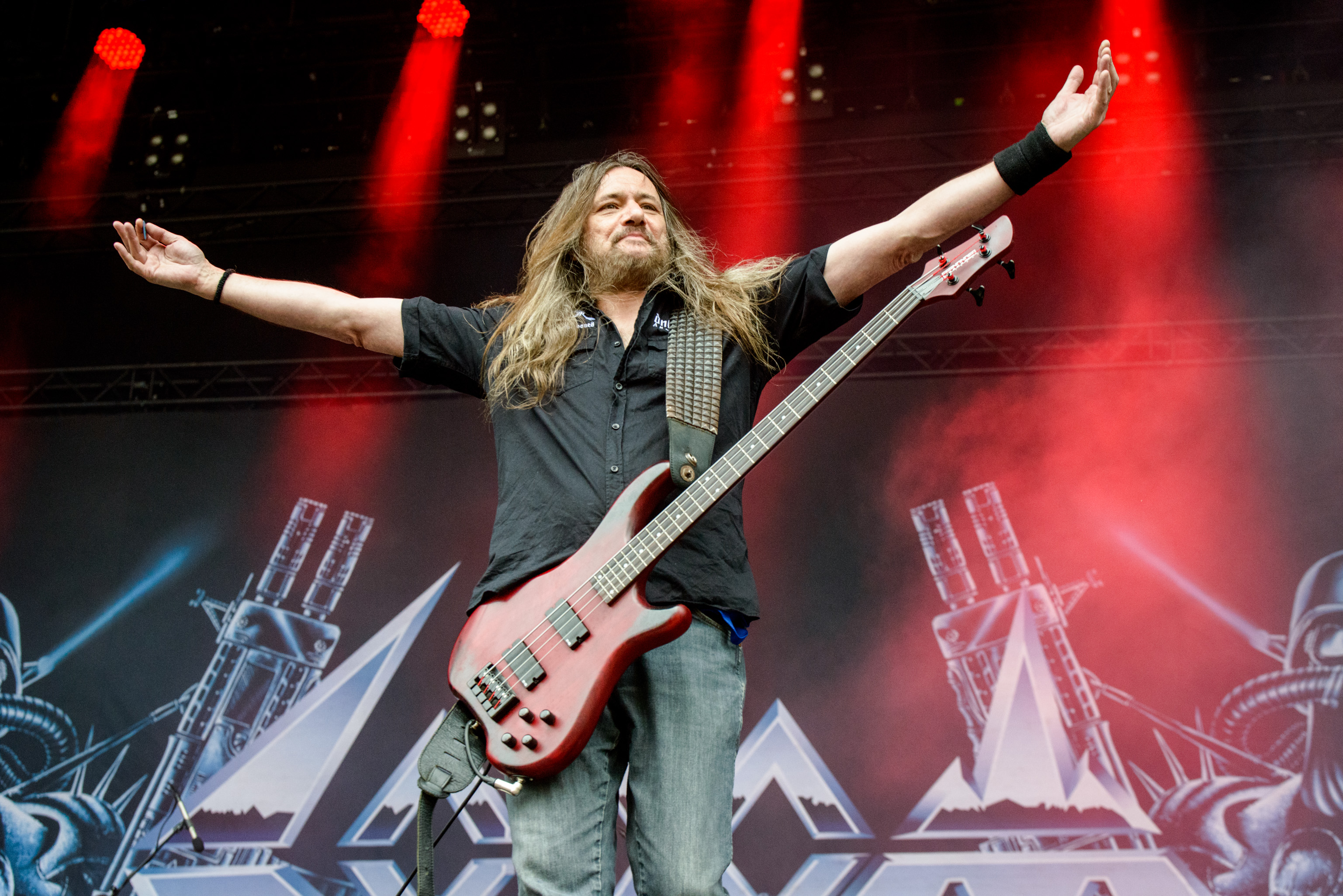
Том Енджелріппер під час концерту у 2016 році

Початковий склад Sodom виглядав так: Том Енджелріппер, Bloody Monster, Аріус «Blasphemer» і Aggressor. Гурт було названо на честь пісні Venom «One Thousand Days in Sodom». Надихаючись такими гуртами, як Iron Maiden, Judas Priest, Motörhead, Venom, Kiss, Tank, Accept, Raven, Rainbow, AC/DC та UFO Sodom намагався грати у стилі Motörhead і випустив два демо-записи, що призвело до угоди з лейблом Steamhammer. Aggressor покинув групу незадовго до випуску EP In the Sign of Evil (який вважається важливим для раннього блек-металу), і його замінив Grave Violator, який, однак, і сам протримався у складі недовго та пішов після запису EP In the Sign of Evil. На заміну йому прийшов Майкл «Destructor» Вульф, після чого гурт записав Obsessed by Cruelty, свій дебютний повноформатний альбом із музикою, яка здебільшого була в стилі In the Sign of Evil. Вульф протримався в групі недовго, а пізніше приєднався до Kreator.

### Перехід до треш-металу і зростання популярності (1987—1990)
Здебільшого Sodom спочатку не сприймали серйозно, оскільки різні джерела преси описували їх як «другосортного клона Venom з напіввинахідливими текстами» однак Френк «Blackfire» Годзик, який зайняв місце Вульфа на гітарі, зміг змінити це. Френк переконав Тома, що треш-метал виходить за рамки окультних та сатанинських тем таких груп, як Venom та охоплює політичні, соціальні та військові теми Це призвело до виходу другого альбому Persecution Mania. Новий ліричний підхід і підвищена мелодійність з боку Френка подарували гурту визнання (а також талісман Кнарренхайнц, який вперше з'явився на обкладинці Persecution Mania). Згодом Sodom відправився у гастролі Європою з Whiplash, Destruction і Coroner а також розпочали свій поки що єдиний тур Північною Америкою. Після цього гурт повернувся в студію, щоб записати ще один альбом. Agent Orange (1989) був проданий тиражем 100 000 копій тільки в Німеччині. Саме цей альбом зробив Sodom відомим, давши їм визнання критиків у всьому світі та забезпечив їм місце поряд із Kreator і Destruction як одну з великих тевтонських треш-метал-груп. На сьогоднішній день продано більше копій Agent Orange, ніж будь-який іншого німецького треш-метал альбому.  На підтримку Agent Orange Sodom відправився в тур з тоді ще маловідомим гуртом Sepultura.
Однак, незважаючи на успіх, всередині гурту назрівали проблеми. Тома і Кріса ще більше поглинув алкоголізм. Крім того, Френку набридло складати музику, яку його товариші по групі часто погано виконували наживо. Мілле Петроцца запропонувала Френку приєднатись до Kreator, які нещодавно втратили свого гітариста, і Френк погодився. Енджелріппер знайшов йому заміну у вигляді Майкла Хоффмана.

### Зміни у стилі (1990—1996)
З новим складом у 1990 році був випущений альбом Better off Dead, після чого відбувся ще один тур Європою, під час якого Sodom грали з такими гуртами, як Destruction, Running Wild, Coroner, Tankard і Atrocity. Під час південноамериканського туру Хоффманн вирішив залишитися в Бразилії і залишив гурт. Енді Брінгс замінив його, і з ним був записаний новий альбом Tapping the Vein (1992), що мав більш важке звучання, близьке до дез-металу. Цей альбом став останнім з барабанщиком Witchhunter, якого вигнали з гурту, взявши на заміну Atomic Steif.
15 вересня 1991 року Содом відіграв концерт у Софії. Шоу було визначним для гурту, оскільки п'ятнадцятитисячна аудиторія була однією з найбільших, перед якою гурт коли-небудь працювали. Для глядачів цей виступ став примітним тим, що це був перший концерт західного метал-гурту в Болгарії після падіння комунізму.
Наступний альбом гурту, Get What You Deserve (1994), показав, що вони змінили стиль дез-металу на користь звучання під впливом хардкор-панку. Багато шанувальників не сприйняли новий напрямок гурту, окрім цього цей період також ознаменував початок зниження міжнародної популярності гурту, оскільки треш частково втратив свою комерційну життєздатність до кінця 1990-х років через гранж та альтернативний рок. В цей час Angelripper також розпочав сольну кар'єру, виконуючи металеві версії застільних пісень, німецьких шлягерів і навіть різдвяних колядок. Під час туру на підтримку Get What You Deserve був записаний концертний альбом під назвою Marooned — Live.
У новому альбомі Masquerade in Blood, що вийшов у 1995 році, знову став відчутним вплив дез-металу, а також деякі містились елементи грув-металу. У цей час знову довелося шукати іншого гітариста. Новий обранець Стралі недовго пропрацював у гурті і був заарештований черер зв'язок з наркотиками. Atomic Steif також пішов, і Енджелріпперу знову довелось шукати нових учасників. Ними стали гітарист Бернеманн і барабанщик Боббі Шоттковський. Цей вияиввся досить стабільним і проіснував до грудня 2010 року, коли Шотковський пішов.

### Повернення до треш-металу (1997—2009)

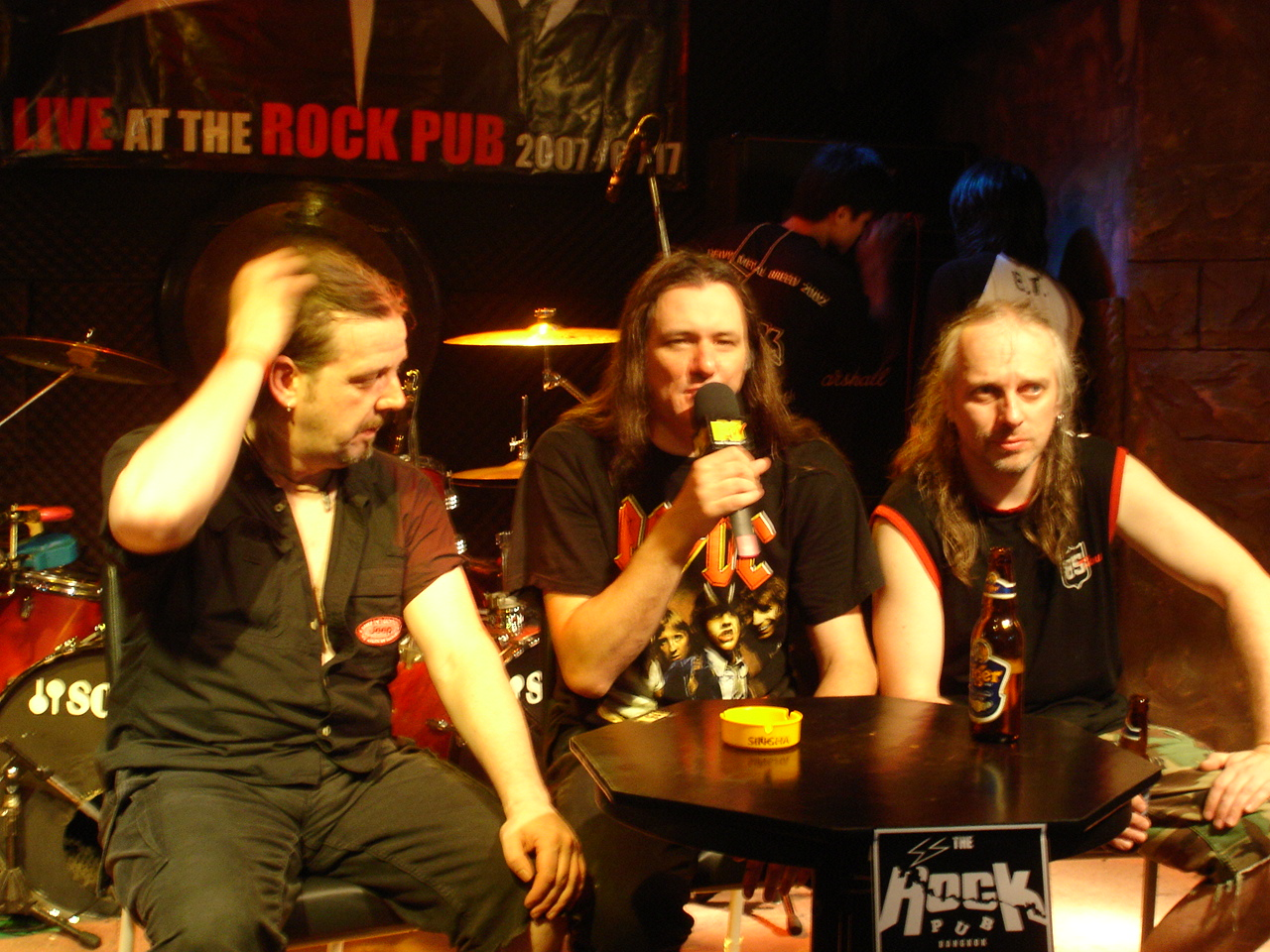
Содом в Бангкоку, Таїланд (2007)

Альбом 1997 року 'Til Death Do Us Unite ознаменував початок повернення Sodom до трешу. На пісню «Fuck the Police» з цього альбому було знято кліп. Sodom повернулись у студію в 1999 і у цьому ж році випустили Code Red, який ознаменував повне повернення до тевтонського треш-металу 1980-х років. Через це його схвально зустріли як шанувальники, так і преса. У 2001 році вийшов концептуальний альбом M-16, який був натхненний фільмом «Апокаліпсис сьогодні» та отримав назву на честь знаменитої штурмової гвинтівки M16.
У 2003 році в Бангкоку, Таїланд, було записано подвійний концертний альбом під назвою One Night in Bangkok. Новий студійний альбом, що не відступив від стилю M-16, було випущенко в 2006 році під назвою Sodom. За словами Енджелріппера, це було зроблено «тому що кожній групі потрібен альбом з однойменною назвою».
У 2007 році лейбл Steamhammer підказав гурту ідею запропонувати колишнім учасникам Witchhunter і Grave Violator перезаписати EP In the Sign of Evil з бонус-треками. Результатом став альбом The Final Sign of Evil.

### Епоха Маркуса «Макка» Фрайвальда (2010—2017)
In War and Pieces, тринадцятий студійний альбом Sodom, був випущений в Європі 22 листопада 2010 року, а в Північній Америці — 11 січня 2011 року. 30 листопада 2010 року було оголошено, що Боббі Шоттковський залишає гурт через особисті проблеми між ним та Томом Енджелріппером. 8 грудня 2010 року Маркус «Макка» Фрайвальд був презентований як новий барабанщик Sodom.
Наприкінці січня 2012 року Sodom почали записувати свій чотирнадцятий студійний альбом, який вони планували закінчити до травня 2012 року і випустити наприкінці літа, однак альбом, що тримав назву Epitome of Torture, вийшов лише 26 квітня 2013 року.
У листопаді 2014 року Sodom випустили EP Sacred Warpath як своєрідний анонс свого п'ятнадцятого студійного альбому. EP містить один оригінальний студійний трек і живі версії трьох раніше випущених пісень.
9 червня 2016 року Sodom на своїй сторінці у Facebook оголосили про вихід п'ятнадцятого студійного альбому Decision Day. Його випустили 26 серпня того ж року.

### Возз'єднання з Френком «Blackfire» Годзиком (2017— дотепер)
3 грудня 2017 року Sodom оголосили, що вони возз'єднаються з трьома своїми колишніми гітаристами Йозефом «Grave Violator» Домініком (In Sign of Evil), Френком «Blackfire» Годзиком (Persecution Mania і Agent Orange) та Енді Брінгсом (Tapping the Vein і Get What You Deserve) під час концерту на честь їхнього 35-річчя 26 грудня в Бохумі, вперше після того, як Домінік, Годзик і Брінгс покинули групу в 1985, 1989 та 1995 роках відповідно. Вони виконали три пісні окремо від виступів один одного з відповідних альбомів, на яких вони з'явилися.
5 січня 2018 року Енджелріппер оголосив про розставання з Бернеманном і Маккою, «щоб прокласти шлях до нових викликів». Потім він сказав, що представить нових учасників 7 квітня на фестивалі Full Metal Mountain у 2018 році і що вони разом працюватимуть над новим альбомом. Пізніше Бернеманн і Макка сказали, що їх звільнили з гурту через WhatsApp, Енджелріппер не прослухав новий матеріал, над яким вони працювали для наступного альбому групи. 22 січня 2018 року Енджелріппер оголосив, що він розширив склад гурту до чотирьох учасників. До нього знову приєднався гітарист Френк «Blackfire» Годзік, а також Стефан «Хаскі» Хюскенс та Йорк Сегац як новий барабанщик та другий гітарист відповідно. 26 лютого 2018 року Sodom скасували свій виступ на фестивалі Full Metal Mountain «через короткочасну зміну складу та реструктуризацію Sodom», як пояснив Енджелріпер. Потім він сказав, що часу було «замало, щоб зіграти з новим складом міцний живий сет». Новий склад гурту дебютував наживо 18 травня на фестивалі Rock Hard Festival 2018 року. У цьому ж році Sodom взяв участь у європейському турі MTV Headbangers Ball. Новий склад гурту записав мініальбоми Partisan (2018) і Out of the Frontline Trench (2019).
13 січня 2020 року барабанщик Стефан «Хаскі» Хюскенс покинув гурт через внутрішні негаразди. Його замінив Тоні Меркель.
12 червня 2020 року Sodom оголосили, що розпочали запис свого шістнадцятого студійного альбому під назвою Genesis XIX у студії Woodhouse в Хагені з продюсером Сіггі Беммом. Зведення альбому було завершено в серпні 2020 року. Через місяць було оголошено, що альбом вийде 27 листопада.
11 травня 2021 року Sodom оголосили про майбутній EP під назвою Bombenhagel, який містить перезаписану версію пісні «Bombenhagel» з їхнього студійного альбому Persecution Mania 1987 року, а також два нових треки, які було випущено 20 серпня того ж року.
В інтерв'ю Rockman у грудні 2021 року Том Енджелріппер розповів, що Sodom почали писати новий матеріал для свого наступного альбому. У травні 2022 року Ангелріппер заявив, що новий альбом гурту вийде у 2023 році
Новий альбом гурту, The Arsonist, вийшов 27 червня 2025.

## Музичний стиль, вплив та теми пісень
Спочатку тексти пісень Sodom були зосереджені на сатанинських та окультних темах, але з часів Persecution Mania більшість пісень гурту були пов'язані з темами війни, політики, фашизму та світової історії. Деякі з пісень також стосуються тем релігії, ненависті, насильства, расизму та ксенофобії. Військова лірика гурту насправді є не мілітаристською, а антивоєнною. В інтерв'ю Metalkings.com Том Енджелріппер сказав: «Чому ми пишемо про війну? Бо ми не хочемо війни. Ми хочемо описати, наскільки страшна війна»
На стиль Sodom вплинули різні виконавці у жанрі рок та метал, зокрема AC/DC, Accept, Jeff Beck, Black Sabbath, Deep Purple, Jimi Hendrix, Iron Maiden, Judas Priest, Mahavishnu Orchestra, Mercyful Fate, Motörhead, Pink Floyd, Queen, Rainbow, Santana, Saxon, Scorpions, Slade, Slayer, Tank, Thin Lizzy, Uriah Heep, Steve Vai, Venom і Frank Zappa. У свою чергу, група вплинула на численні метал гурти різного спрямування, такі як Burzum, Cannibal Corpse, Dark Tranquility, Deicide, Enslaved, Mayhem, Morbid Angel, Necromantia, Rotting Christ і Sepultura.

## Учасники гурту

### Поточний склад
- Том Енджелріппер — бас, вокал
- Френк «Blackfire» Годзик — соло-гітара, ритм-гітара
- Йорк Сегатц — ритм-гітара
- Тоні Меркель — ударні

### Колишні учасники
- Крістіан «Witchhunter» Дудек — ударні (1981–1992)
- Френк Тестеген — вокал, гітара (1981–1984)
- Райнер Фокке — ударні (1981)
- Йозеф «Grave Violator» Домінік — гітари (1984–1985)
- Майкл «Деструктор» Вульф — гітари (1985–1986)
- Уве Крістоферс — гітара (1986)
- Уве Балтруш — гітара (1989–1990)
- Майкл Гофман — гітара (1990)
- Енді Брінгс — гітара (1991–1995)
- Гвідо «Atomic Steiff» Ріхтер — ударні (1993–1996)
- Дірк «Страхлі» Штральмаєр — гітара (1995–1996)
- Бернд «Бернеманн» Кост — гітара (1996–2018)
- Боббі Шотковскі — ударні (1997–2010)
- Маркус «Макка» Фрайвальд — ударні (2010–2018)
- Стефан «Хаскі» Хюскенс — ударні (2018–2020)

## Дискографія
- Obsessed by Cruelty (1986)
- Persecution Mania (1987)
- Agent Orange (1989)
- Better Off Dead (1990)
- Tapping the Vein (1992)
- Get What You Deserve (1994)
- Masquerade in Blood (1995)
- 'Til Death Do Us Unite (1997)
- Code Red (1999)
- M-16 (2001)
- Sodom (2006)
- The Final Sign of Evil (2007)
- In War and Pieces (2010)
- Epitome of Torture (2013)
- Decision Day (2016)
- Genesis XIX (2020)
- The Arsonist (2025)[38]